# Культура Канады

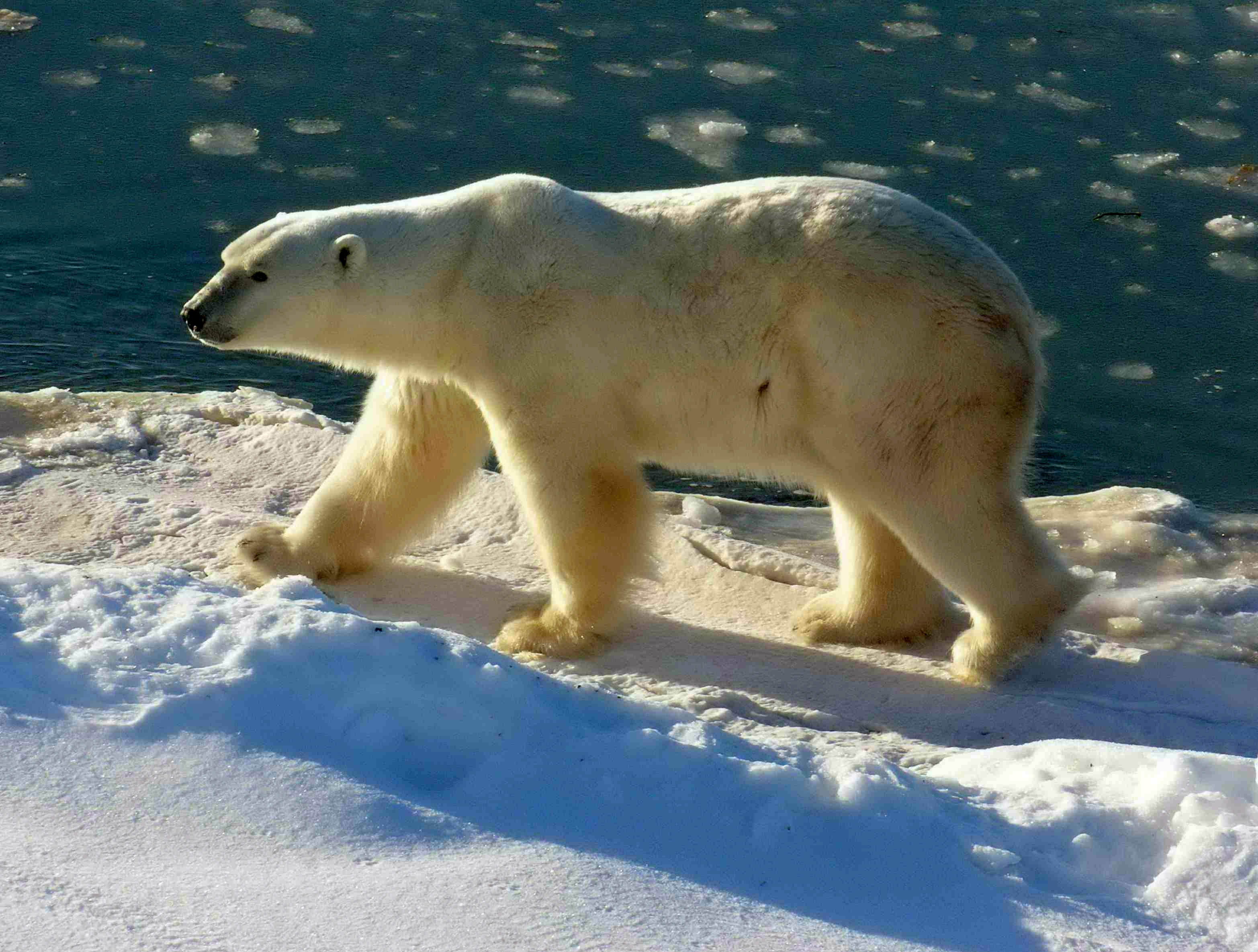
Белый медведь, северная Манитоба

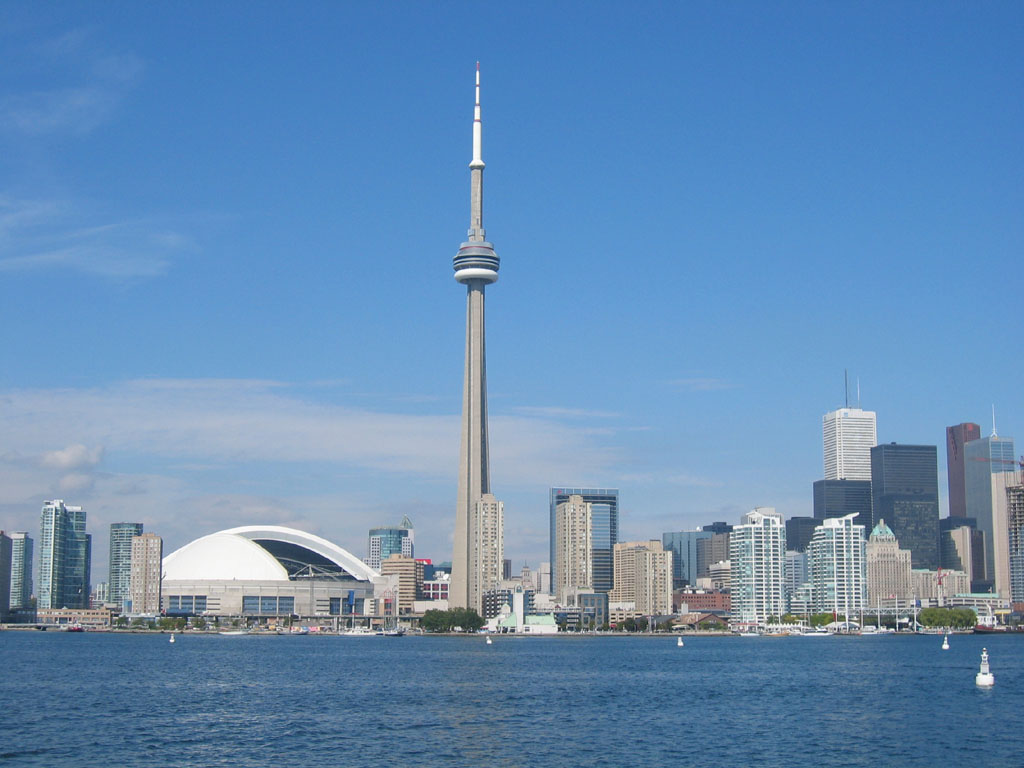
Торонто, самый большой по населению и многокультурный канадский город

Иногда говорят, что культура Канады основана лишь на её постоянном стремлении отличаться от своего южного соседа, США. Тем не менее, другие утверждают, что если обе страны и имеют некоторые разновидности общего культурного наследия, существует также и отдельная узнаваемая канадская культура. Они приводят в пример, в частности, то, что понимают под крупнейшей интеграцией индейской культуры; сохранность традиций, идущих от первых французских и английских поселенцев, и значительный приток кельтских иммигрантов в более поздний период истории страны. С 1970-х правительство Канады проводит официальную политику мультикультурализма, чтобы предоставить место более поздним иммигрантам из-за пределов Франции и Британских островов.

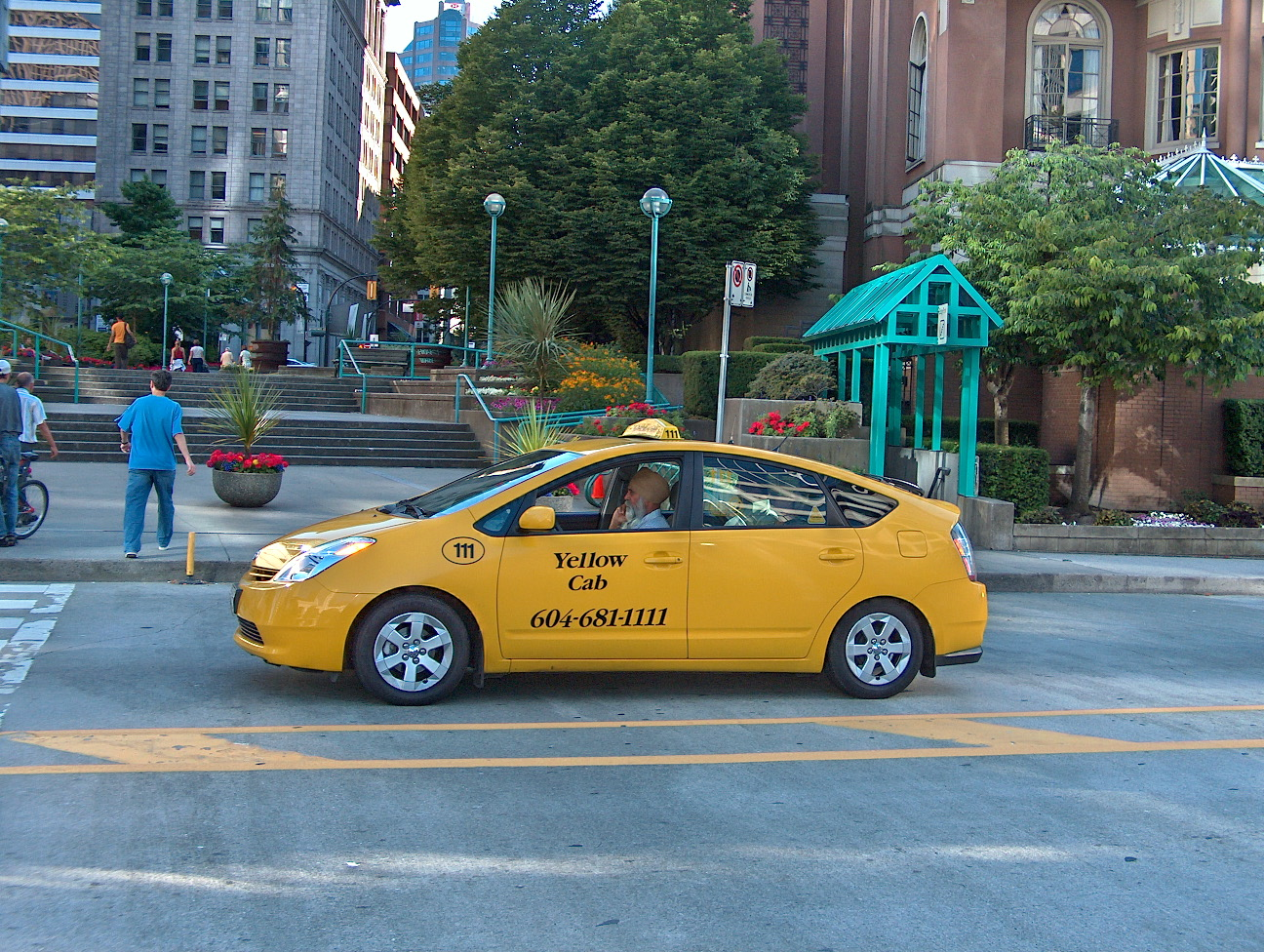
Сикх за рулем такси в Ванкувере

Проблемный вопрос в изучении канадской культуры состоит в двуязычии Канады. Нет никакой причины сомневаться в различиях франкоязычного и англоязычных народов Канады. Однако Джон Ролстон Сол считает, что Габриель Руа, возможно, лучше известна в английской Канаде, чем во Франции, а Маргарет Лоренс и Атома Эгояна знают скорее франкоканадцы, чем американцы.

## Учреждения культуры
Имеется множество музеев. В столице страны Оттаве работают Национальный центр искусств, Национальная галерея Канады, Национальный музей человека, Национальный музей естественных наук, Национальный музей науки и техники, Национальная библиотека и Национальный архив Канады. В Торонто расположен Королевский музей Онтарио, славящийся коллекцией искусства Древнего Китая и Центральной Азии, в Монреале — музей канадской старины Шато-де-Рамзей, в Онтарио — «Верхнеканадская деревня», воспроизводящая жизнь канадских пионеров. В Ванкувере действуют Городской музей, Морской музей и Музей антропологии при университете, располагающий крупной коллекцией произведений североамериканских индейцев. Основные художественные музеи и галереи: Художественная галерея Онтарио (Торонто), Музей изящных искусств (Монреаль), галереи в Ванкувере и Виннипеге, галерея Бивербрук (Фредериктон), Художественная галерея Виктории.
Из библиотек наибольшей известностью пользуются библиотеки университетов Торонто, Макгилл, Лаваля, Куинс в Кингстоне, Британской Колумбии, публичная библиотека в Торонто, архив института Гленбоу-Альберта в Калгари.

## Искусство
Вследствие того, что Канада была в своё время заселена иммигрантами из различных стран, которых она продолжает принимать и в настоящее время, в стране распространена не только политика официального двуязычия, но и политика многокультурности, отражающая современную канадскую реальность — элементы различных культур, присутствующие, в основном, в городах.
Культурные фестивали различных народов, населяющих Канаду — шотландо- и франкоканадцев, китайцев, японцев, греков, итальянцев, филиппинцев и пр. — проводятся обычно летом в парках или национальных кварталах.
Также заметно символическое влияние коренного населения Канады (инуиты): во многих местах можно встретить огромные тотемные столбы и другие предметы искусства коренных народов.
Канадская Арктика была заселена более 4000 лет назад, однако лишь за 600 лет до нашей эры там началось изготовление фигуративных предметов искусства, а также лицевых масок и подвесок из слоновой кости, дерева или кости животных. Этих художников вдохновляла окружающая их природа. По их верованиям эти предметы имели силу и использовались как амулеты или во время шаманских обрядов. Сегодня эскимосская скульптура, признанная важной формой современного искусства, прежде всего, является почти единственным источником доходов для жителей одиноких поселений Арктики.
Автохтонные жители Канады, обитавшие на её территории задолго до прихода европейцев, создали развитую культуру, но она оставалась бесписьменной. Эскимосские племена прославились своими резными изделиями из камня, оленьих рогов и моржовых клыков, изображавшими животных и людей. От индейских народов — прежде всего, живших в районе Великих озер — до нас дошли песни, легенды, повествования и ритуальные драматические представления. Индейцы Британской Колумбии, занимавшиеся рыбной ловлей, разыгрывали сложные драматические представления и занимались резьбой по дереву, изготавливая массивные геральдические столбы с изображениями священных животных (тотемов) более 15 м высотой и высокохудожественные резные маски для религиозных церемоний.
Также известны:
- Жан-Поль Риопель
- Мишель Вермёлен
- Поль-Эмиль Бордюа

### Живопись
Первыми живописцами Канады были деревенские художники Квебека, путешественники, которые в XIX веке посещали различные уголки страны (Томас Дэвис, Пол Кейн, Анна Хопкинс), а также художники, подражавшие европейской академической живописи.
В 1890-х Озайя Ледюк познакомился с творчеством французских импрессионистов и под их влиянием создал серию великолепных горных натюрмортов и пейзажей. Его современник Джеймс Уилсон Моррис познакомился с Матиссом и другими парижскими художниками; его излюбленными темами служили канадские города и реки. В 1913—1917 выступила знаменитая «группа семи» (Лорен Харрис, А. Джэксон, Артур Лизмер, Фредерик Варли, Джеймс Макдональд, Фрэнсис Ханс Джонсон и Франклин Кармайкл). Они изображали канадские пейзажи в стиле и технике импрессионистов, Сезанна и Ван Гога, много путешествовали по стране.
В последующем[когда?] добились известности такие мастера, как Эмили Карр, Дэвид Милн, а также Альфред Пеллан и Поль-Эмиль Бордюа. Двое последних, вернувшись из Парижа, открыли художественную школу в Монреале (Жак де Тоннанкур, Жан-Поль Риопель).
В поколении 1950—1960-х следует отметить таких художников, как Джек Шедболт, Хэролд Таун, Тони Уркхарт, Гордон Смит, Джек Буш, Уильям Рональд, Рональд Блор, Майкл Сноу, Тони Онли, Кацуо Накамура, а также иллюстраторов-реалистов Алекса Колвилла и Джека Чемберса. Азиатско-тихоокеанские связи Западной Канады отражают в своем творчестве Джек Уайз, Рой Киёка, Лин Ченши.

## Театр
- Национальная театральная школа Канады
- Мишель Трамбле
- Марсель Дюбе

## Кинематограф
Множество голливудских знаменитостей, как актёров, так и режиссёров, на самом деле родилось в Канаде, но артистическую карьеру смогло сделать только в Соединённых Штатах. Можно назвать таких известных актёров, как Нина Добрев, Мэри Пикфорд, Дональд Сазерленд и Майкл Джей Фокс. 

Из режиссёров это, прежде всего, Джеймс Кэмерон (Терминатор, Титаник) и Норман Джуисон (Душной южной ночью, Скрипач на крыше, Иисус Христос — суперзвезда, Власть луны).

## Музыка
Музыка играет в Канаде историческую роль. Один из соучредителей Всемирного музыкального фестиваля молодёжи, национальная икона Канады, пианист Глен Гульд, известен по всему миру.
Монреальский и Торонтский симфонические оркестры имеют в своём активе множество записей, в 1999 и 2000 они гастролировали в Германии.
Камерная музыка тоже занимает не последнее место: Tafelmusik, или St. Lawrence Quartett, завоевал большое количество наград в Германии. Часто приглашаемыми исполнителями являются певцы Рассел Браун и Майкл Шаде, флейтист Роберт Айткен и пианист Марк-Андре Амлен, а композиторы Мюррей Шафер и Клод Вивье регулярно выступают в Германии.
Рок-музыка
Как и в большинстве западных стран, сейчас среди молодёжи очень популярны хип-хоп и рэп. В то же время рок имеет такой же, если не больший успех как у молодёжи, так и у взрослых.
Всемирно известная прог-рок-группа Rush остаётся самой знаменитой канадской группой.
К другим популярным канадским рок-группам относятся, в первую очередь, The Tragically Hip, Barenaked Ladies, Nickelback, Three Days Grace, The Guess Who, Crash Test Dummies, Front Line Assembly, Billy Talent, Skinny Puppy, Prozzak.
Поп-музыка

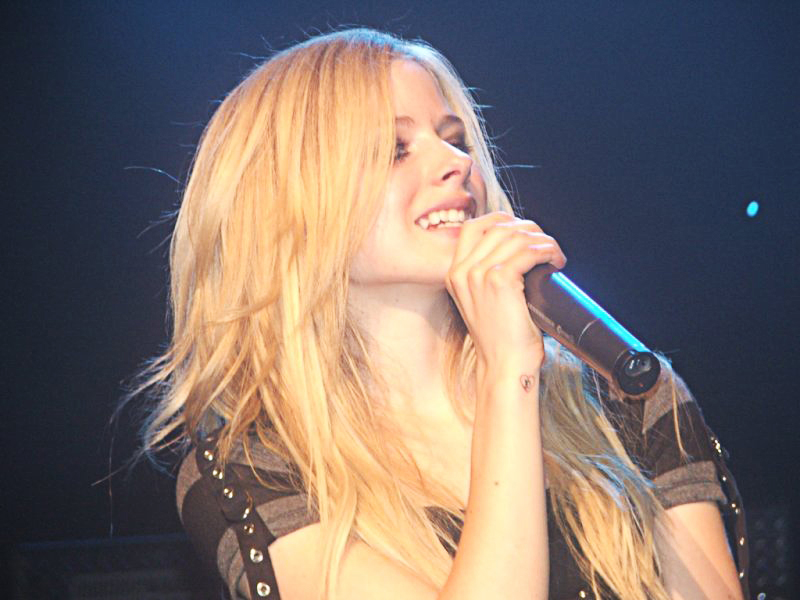
Канадская певица Аврил Лавин

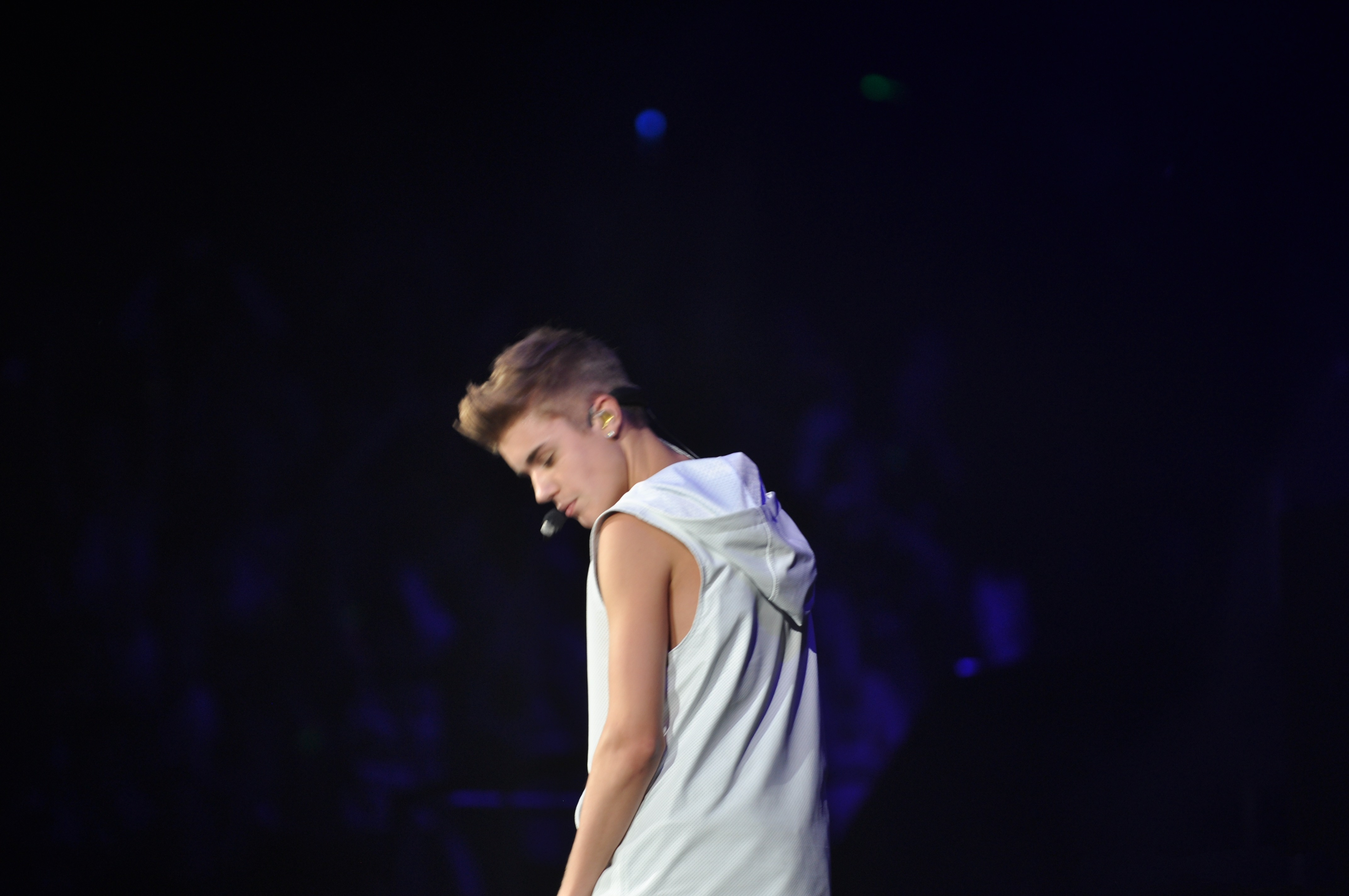
Канадский певец Джастин Бибер

Канада подарила миру большое число талантливых поп-, фолк- и джаз-музыкантов: прежде всего, это Джастин Бибер, Брайан Адамс, Нелли Фуртадо, Гордон Лайтфут, Drake, Дайана Кролл, Аврил Лавин, Джони Митчелл, Селин Дион, Шанайя Твейн, Энн Мюррей, Нил Янг, Пол Анка, Майкл Бубле, Сара Маклаклен, Лорина Маккеннитт, Аланис Мориссетт, k.d. lang, Пэтси Гэлент, Дебора Кокс, Аманда Маршалл, Шанталь Кревязюк, Леонард Коэн, Брюс Кокбёрн, Молли Джонсон, Изабель Байракдарян, Джим Гатри, Лесли Файст, Гару, Брюно Пельтье, Шон Мендес.
Также выходцами из Канады является группа Sum 41 и Simple Plan.

## Массовая культура
Многие элементы канадской массовой культуры, включая кино, телевидение, одежду, жилище, частный транспорт, потребительские товары и продукты питания, практически не отличаются от имеющихся в Соединённых Штатах Америки. Канадцы смотрят те же шоу по телевидению, что и соседи-американцы, новости американской политики, профессионального спорта и Голливуда в такой же мере освещаются популярной канадской прессой, теле- и радиостанциями, как и к югу от 49 параллели. Несмотря на это, Страна кленового листа, являясь суверенной нацией, обладает своими собственными чертами, характеризующими её неповторимость.
Важную роль в формировании канадского национального самосознания и в противостоянии американской массовой культуре уже много десятилетий играет государственная телерадиовещательная корпорация Си-Би-Си (CBC, Canadian Broadcasting Corporation).
- Крупнейшие телевизионные компании Канады — CBC и Quebecor Media.

С целью сохранения национальной прессы, музыки и кино особый государственный комитет следит за объёмом иностранных публикаций и за поддержанием разумного баланса вещания между внешними и внутренними СМИ. Некоторые американские журналы (Таймс и др.) даже выходят в канадском варианте, где часть содержания отводится для освещения канадских внутренних вопросов.

### Юмор
Джим Керри и Майк Майерс, без сомнения, являются популярнейшими канадскими юмористами, наряду с Рашидом Бадури.
Также в Монреале проходит фестиваль Просто шутка.
В XXI в. получил популярность юмористический канадский мультсериал-ситком «Чокнутые головы».

## Учреждения культуры
Имеется множество музеев.
В столице страны Оттаве работают Национальный центр искусств, Национальная галерея Канады, Национальный музей человека, Национальный музей естественных наук, Национальный музей науки и техники, Национальная библиотека и Национальный архив Канады. 

В Торонто расположен Королевский музей Онтарио, славящийся коллекцией искусства Древнего Китая и Центральной Азии, в Монреале — музей канадской старины Шато-де-Рамзей,
в Онтарио — «Верхнеканадская деревня», воспроизводящая жизнь канадских пионеров.
В Ванкувере действуют Городской музей, Морской музей и Музей антропологии при университете, располагающий крупной коллекцией произведений североамериканских индейцев.
Основные художественные музеи и галереи:
Художественная галерея Онтарио (Торонто),
Музей изящных искусств (Монреаль),
галереи в Ванкувере и
Виннипеге,
галерея Бивербрук (Фредериктон),
Художественная галерея Виктории.
Из библиотек наибольшей известностью пользуются библиотеки университетов Торонто, Макгилл, Лаваля, Куинс в Кингстоне, Британской Колумбии, публичная библиотека в Торонто, архив института Гленбоу-Альберта в Калгари.